# Вагнер, Ника
Ника Вагнер — немецкий драматург, администратор искусств и писатель, историк литературы, музыки и театра, публицист. С 2004 художественный руководитель фестиваля Kunstfest Weimar и директор Beethovenfest с 2014 года. Дочь Виланда Вагнера, правнучка Рихарда Вагнера и праправнучка Ференца Листа. Посвятила несколько книг семье Вагнеров и её культурному и политическому влиянию.
Эксперт Комиссии по немецкой культуре в Бундестаге.

## Биография
Ника Вагнер родилась в 1945 году в семье режиссёра Виланда Вагнера и его жены, танцовщицы и хореографа Гертруд Райсингер.
По образованию — филолог и музыковед. Работала журналистом и сотрудником литературной части различных фестивалей и театров, автором ряда публикаций и книг по истории театра, в том числе и о творчестве прадеда. Особую известность получила её критическая книга 1998 года «Wagner Theater» («Театр Вагнера», или «Театр, устроенный вокруг Вагнера»).